# Store Hindsjön
Store Hindsjön är en sjö i Nybro kommun i Småland och ingår i Alsteråns huvudavrinningsområde. Sjön är 11,5 meter djup, har en yta på 3,08 kvadratkilometer och befinner sig 108 meter över havet. Sjön avvattnas av vattendraget Alsterån. Vid provfiske har bland annat abborre, braxen, gers och gädda fångats i sjön.

## Delavrinningsområde
Store Hindsjön ingår i det delavrinningsområde (631229-150322) som SMHI kallar för Utloppet av Store Hindsjön. Medelhöjden är 115 meter över havet och ytan är 12,04 kvadratkilometer. Räknas de 25 avrinningsområdena uppströms in blir den ackumulerade arean 628,48 kvadratkilometer. Avrinningsområdets utflöde Alsterån mynnar i havet. Avrinningsområdet består mestadels av skog (58 %). Avrinningsområdet har 3,08 kvadratkilometer vattenytor vilket ger det en sjöprocent på 25,5 %. Bebyggelsen i området täcker en yta av 0,5 kvadratkilometer eller 4 % av avrinningsområdet.

## Fisk
Vid provfiske har följande fisk fångats i sjön:
- Abborre
- Braxen
- Gärs
- Gädda
- Löja
- Mört
- Sarv
- Siklöja
- Sutare